# Uta-Hick-Saki
Der Uta-Hick-Saki (Chiropotes utahickae) ist eine Primatenart aus der Gruppe der Neuweltaffen (Platyrrhini). Er ist nach der langjährigen Primatenkuratorin des Kölner Zoos, Uta Hick (später Uta Rümpler), benannt und wird manchmal mit dem Satansaffen zu einer Art zusammengefasst.
Uta-Hick-Sakis ähneln Satansaffen, allerdings ist ihr Fell eher braun und nicht schwarz gefärbt. Es sind mittelgroße Primaten mit kurzem, dichtem Fell. Der Kopf ist bei erwachsenen Tieren durch den Haarschopf und den langen Bart an der Kehle charakterisiert. Der Schwanz ist lang und ausgesprochen buschig.
Uta-Hick-Sakis kommen nur in Brasilien vor. Ihr Verbreitungsgebiet wird im Norden vom Amazonas, im Westen vom Rio Xingu und im Osten vom Rio Tocantins begrenzt. Ihr Lebensraum sind Wälder, vorwiegend tropische Regenwälder.
Über die Lebensweise der Uta-Hick-Sakis ist wenig bekannt, vermutlich stimmt sie mit der der übrigen Bartsakis überein. Demzufolge sind sie tagaktive Baumbewohner, die sich meist auf allen vieren fortbewegen. Sie leben in größeren, gemischten Gruppen, die sich zur Nahrungssuche in kleinere Untergruppen aufteilen. Ihre Nahrung besteht vorwiegend aus hartschaligen Früchten und Samen.
Hauptbedrohung dieser Primaten ist die Zerstörung ihres Lebensraums durch Bauprojekte und Umwandlung in landwirtschaftlich genutzte Gebiete. Hinzu kommt die Bejagung wegen ihres Fleisches und Felles. Die IUCN befürchtet einen Bestandsrückgang von 50 Prozent in den nächsten 30 Jahren und listet die Art als „stark gefährdet“ (endangered).
In Europa wird die Art nicht mehr gehalten, ehemalige Halter sind Mulhous, Berlin und Köln.

## Belege
1. ↑    ZTL 18.6